# Giampaolo Crepaldi

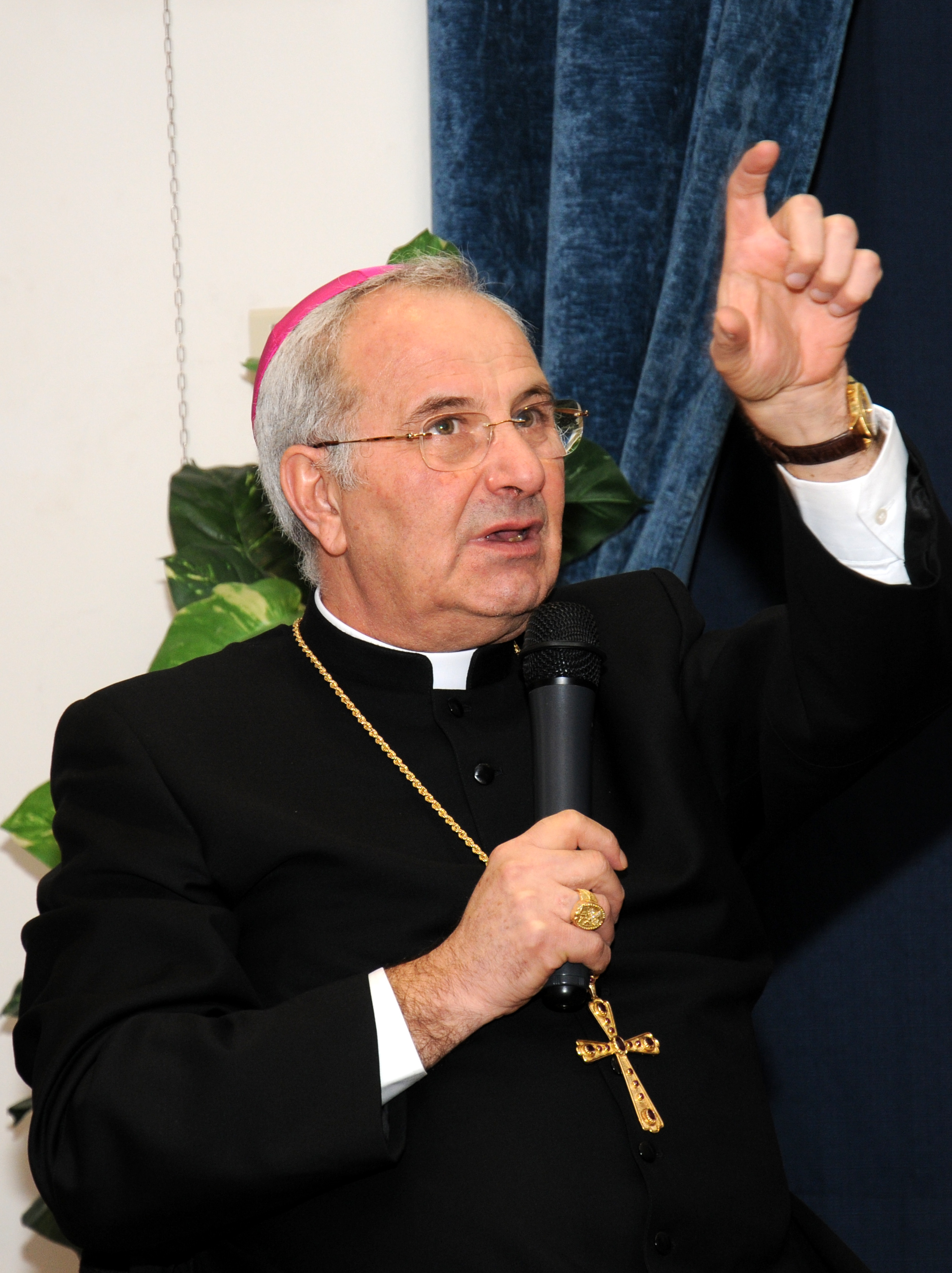
Erzbischof Giampaolo Crepaldi als Bischof von Triest (2019)

Erzbischofswappen von Giampaolo Crepaldi

Giampaolo Crepaldi (* 29. September 1947 in Pettorazza Grimani, Provinz Rovigo) ist ein italienischer Geistlicher und emeritierter römisch-katholischer Bischof von Triest.

## Leben
Giampaolo Crepaldi empfing am 17. Juli 1971 das Sakrament der Priesterweihe. Danach arbeitete er als Vikar in Villadose, Villanova del Ghebbo und Castelmassa. Crepaldi erwarb 1975 an der Universität von Bologna das Lizenziat in Philosophie und 1977 an der Universität von Padua das Diplom in Philosophie. 1981 wurde er an der Päpstlichen Universität Urbaniana im Fach Katholische Theologie promoviert.
1977 wurde Giampaolo Crepaldi Delegierter für die soziale Pastoral im Bistum Adria-Rovigo und Direktor des Diözesanzentrums für Aus- und Weiterbildung. Von 1985 bis 1986 wirkte er als Pfarrer in Cambio. 1986 wurde Crepaldi Direktor des Büros für soziale Probleme und Arbeit bei der Italienischen Bischofskonferenz. 1994 wurde er zum Untersekretär des Päpstlichen Rates für Gerechtigkeit und Frieden ernannt. Papst Johannes Paul II. verlieh ihm am 9. August 1995 den Titel Ehrenprälat Seiner Heiligkeit.
Am 3. März 2001 ernannte ihn Johannes Paul II. zum Titularerzbischof von Bisarcio und zum Sekretär des Päpstlichen Rates für Gerechtigkeit und Frieden. Die Bischofsweihe spendete ihm der Papst persönlich am 19. März desselben Jahres im Petersdom; Mitkonsekratoren waren Kardinalstaatssekretär Angelo Sodano und Giovanni Battista Kardinal Re. Am 4. Juli 2009 ernannte ihn Papst Benedikt XVI. zum Bischof von Triest und verlieh ihm den persönlichen Titel eines Erzbischofs. Die Amtseinführung fand am 4. Oktober desselben Jahres statt.
Im Zusammenhang mit der Trauung zweier homosexueller Paare im Mai 2015 nannte Crepaldi die „Angriffe auf die Ehe als Vereinigung von Mann und Frau“ einen „Selbstmord für die Menschheit“.
Am 2. Februar 2023 nahm Papst Franziskus seinen altersbedingten Rücktritt an.
Er gehört dem wissenschaftlichen Beirat der Päpstlichen Stiftung Centesimus Annus Pro Pontifice (CAPP) an.